# Robert Nichols (Dichter)

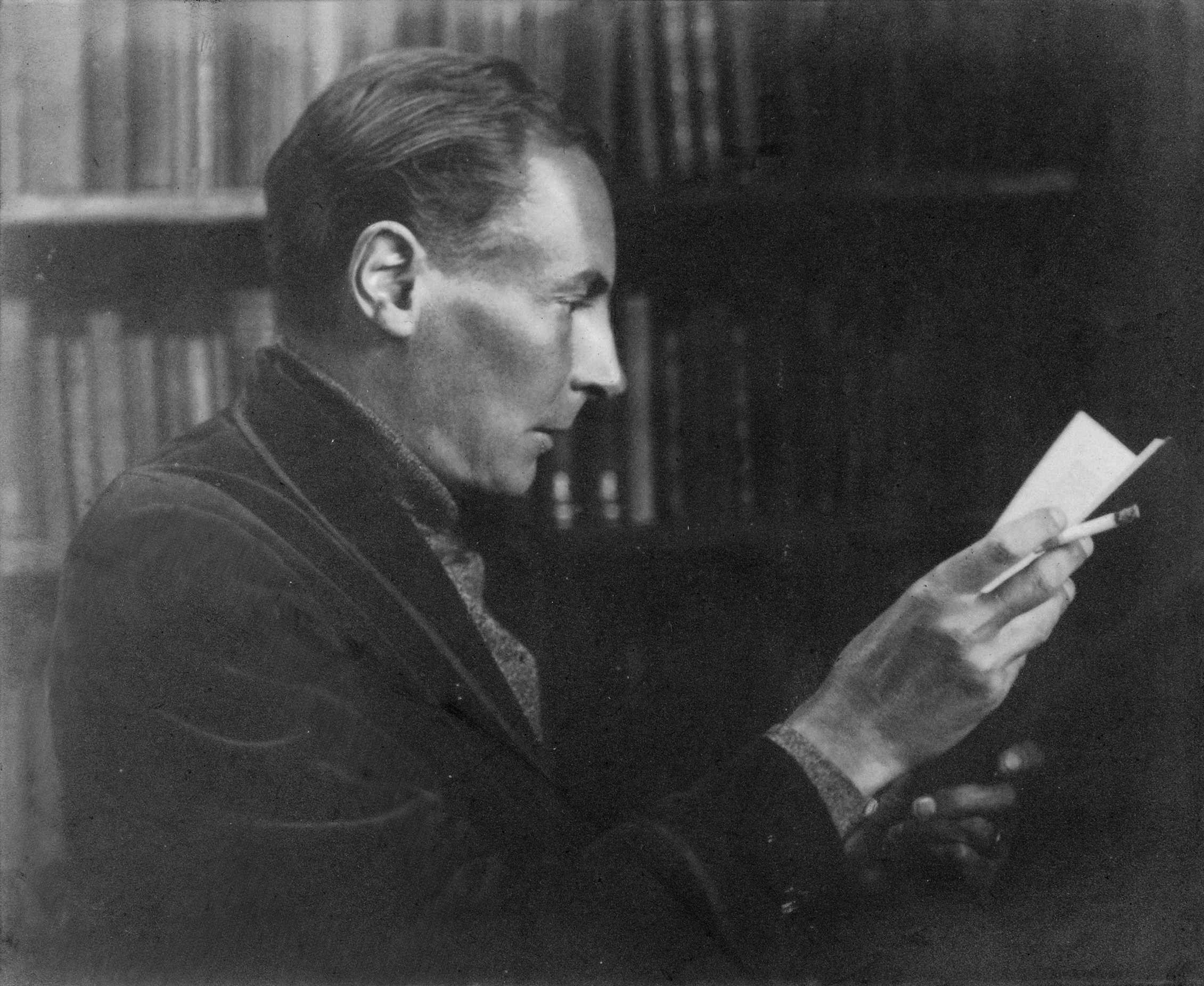
Robert Nichols (Elliott & Fry, 1930)

Robert Bowyer Malise Nichols (* 6. September 1893 in Shanklin, Isle of Wight; † 17. Dezember 1944) war ein englischer Schriftsteller, Dichter und Dramatiker.

## Leben und Wirken
Robert Nichols, Sohn des Dichters John Buchanan Bowyer Nichols, besuchte das Winchester College und das Trinity College, Oxford. 1914 diente er in der Royal Artillery als Offizier und nahm an den Kämpfen an der Loos und der Somme teil. Infolge einer Kriegsneurose wurde er dann aus dem Kriegsdienst entlassen.
Zu Nichols Freunden gehörte der Dichter D.H. Lawrence.
Im Jahr 1917 begann Nichols, Poesie-Lesungen zu geben. Im Jahre 1918 war er Mitglied einer offiziellen britischen Propaganda-Mission in die USA.
Nach dem Krieg zog er nach London und gewann Aldous Huxley als langjährigen Freund. Mit Sonetten warb er um Nancy Cunard, heiratete 1922 jedoch Norah Denny. Von 1921 bis 1924 war er Professor für Englische Literatur an der Universität Tokio. Danach arbeitete er in der Unterhaltungsbranche. Das Stück Wings Over Europe (1928) mit Maurice Browne war ein Broadway-Hit.
Von 1933 bis 1934 lebte Nichols in Deutschland und Österreich. Er ließ sich anschließend im Süden von Frankreich nieder, bis er im Juni 1940 Frankreich den Rücken kehrte.

## Werke
- 1915: Invocation
- 1917: Ardours and Endurances
- 1917: A Faun’s Holiday & Poems & Phantasies
- 1920: Sonnets to Aurelia
- 1926: Twenty Below (mit Jim Tully)
- 1934: Fisbo or the Looking Glass Loaned
- 1936: A Spanish Triptych
- 1942: Such was My Singing